# David Suzuki
David Takayoshi Suzuki (japonsky 鈴木 孝義 [Suzuki Takajoši]/デヴィッド・タカヨシ・スズキ [Deviddo Takajoši Suzuki], * 24. března 1936, Vancouver, Kanada) je kanadský ekolog a aktivista. Je znám hlavně díky svým pořadům v televizi a rozhlase, které se vysílají od poloviny 70. let minulého století. Jeho nejznámější pořad se jmenuje The Nature of Things a běží na stanici CBC. Vysílal se ve více než 40 zemích světa. Je také znám jako kritik kanadské vlády za její laxní přístup k řešení environmentálních otázek.
V roce 1990 založil vlastní nadaci, The David Suzuki Foundation, která má najít cesty, jak by společnost mohla žít v harmonii s přírodou, která nás obklopuje. Priority této nadace jsou: oceán, udržitelný rybolov, obnovitelný zdroj energie a udržitelnost.
Suzuki byl dvakrát ženatý a má pět dětí, čtyři dcery a jednoho syna. Je rovněž nositelem několika desítek čestných doktorátů a vyznamenání.